# 무아위야 1세
무아위야 이븐 아비 수프얀(아랍어: معاوية بن أبي سفيان Muʿāwiyah ibn ʾAbī Sufyān[*], 602년~680년, 재위 661년~680년)은 우마이야 왕조의 시조이자 우마이야 칼리파국의 첫번째 칼리프이다. 우스만 이븐 아판의 친척으로, 메카에서 출생하였다. 무함마드가 메카 성에 들어오자 이슬람교로 개종하였다.
1대 칼리프(이슬람교의 교주)인 아부바크르 때 시리아 원정에 공로를 세워, 후에 다마스쿠스의 지사가 되었다. 우스만 이븐 아판의 시대에는 측근 중 한 명으로서 세력을 키운다. 우스만의 사후 4대 알리와 대립하였다. 661년 알리가 암살되자 예루살렘에서 즉위, 수도를 다마스쿠스로 옮겼다. 그 후 이라크를 평정하여 이슬람권 최초의 세습 왕조를 세워 국정의 정비와 영토의 확장에 노력하였다.

## 참고 자료
- 이 문서에는 다음커뮤니케이션(현 카카오)에서 GFDL 또는 CC-SA 라이선스로 배포한 글로벌 세계대백과사전의 내용을 기초로 작성된 글이 포함되어 있습니다.

| 전임 하산 이븐 알리 | 칼리파 (우마이야 왕조) 661년 ~ 680년 | 후임 야지드 1세 |